# Cyllene (měsíc)
Cyllene (řecky Κυλλήνη), neboli Jupiter XLVIII, je přirozená družice planety Jupiter. Byla objevena roku 2003 týmem astronomů z Havajské univerzity pod vedením Scotta S. Shepparda a obdržela předběžné označení S/2003 J13. Cyllene má v průměru přibližně 2 km a kolem Jupitera obíhá v průměrné vzdálenosti 23,396 milionů km po nestabilní retrográdní dráze s výstředností 0,4116 a se sklonem 140° k Jupiterovu rovníku. Jeden oběh kolem mateřské planety jí trvá 731,099 dne. Jméno dostala po nymfě Cyllene, dceře boha Dia (Jupitera). Cyllene patří do rodiny Pasiphaë a pravděpodobně jde o planetku zachycenou v minulosti Jupiterovou gravitací.